# 霍沃思 (新澤西州)
霍沃思（英語：Haworth）是位於美國新澤西州伯根縣的自治市鎮。

## 人口
根據2020年美國人口普查的數據，霍沃思的面積為6.05平方千米，當中陸地面積為5.02平方千米，而水域面積為1.03平方千米。當地共有人口3343人，而人口密度為每平方千米553人。